# Marmosa xerophila
Marmosa xerophila — вид опосумів родини Didelphidae. Він зустрічається в Колумбії та Венесуелі.

## Морфологічний опис
Тварини досягають довжини голови й тулуба від 10,5 до 15,9 см (самці) або від 10,1 до 13,3  см (самиці), довжини хвоста від 14,4 до 18,1 см (самці) або від 13 до 16,7 см (самиці) та ваги від 40 до 87  г (самці) або від 29 до 57 г (самиці). Хвіст у середньому приблизно на 20% довший за голову. Хутро на спині та маківці світло-жовтувате, піщане або світло-сіро-коричневе. Боки тіла світліші. Центр морди світліший за верхню частину голови та чітко контрастує з нею. Навколо чорних очей є вузькі темно-коричневі кільця, які не доходять до основи вух. Хутро на нижньому боці жовтувате або білувате. Лапи білуваті. 10% хвоста, найближчого до тіла, волохаті, решта — безволоса. Гола хвостова частина сіро-коричнева, а нижня сторона світліша за верхню. У самиць немає сумок.

## Середовище
Про цей вид відомо небагато. Зазвичай він зустрічається в посушливих районах, переважно пов'язаних з тропічними колючими або дуже сухими лісами. Вид займає території, що характеризуються середньорічною температурою вище 24ºC та середньорічною кількістю опадів від 250 до 500 мм. 

## Спосіб життя
Він веде нічний спосіб життя. Вважається, що його раціон переважно складається з комах і фруктів, а також ящірок, пташиних яєць і дрібних гризунів.

## Загрози
Північна частина його венесуельського ареалу зазнає значного тиску людських поселень, особливо на півострові Парагуана. У решті регіону середовище існування є сухим і не піддається інтенсивному землекористуванню людиною. У Колумбії є дрібномасштабне сільське господарство, але середовище існування збереглося на півострові Гуахіра.